# Benjamin Sehene
Benjamin Sehene (Kigali, 1959) és un escriptor ruandès establert a França l'obra del qual versa especialment sobre el genocidi de Ruanda.
De pares tutsis, la seva família va abandonar Ruanda per dirigir-se cap a Uganda en 1963 i Benjamin va estudiar a la Sorbona en els anys 1980 abans d'emigrar al Canadà. En l'actualitat resideix en París i participa en el Pen Club i al publicació Rue89.
En 1994, va tornar a Rwanda durant el genocidi per ser testimoni i comprendre millor les causes de la tragèdia del seu país natal. D'aquesta experiència, va publicar Le Piège Ethnique (El parany ètnic) en 1999, un estudi sobre polèmiques ètniques. En 2005 va publicar Le Feu sous la soutane una novel·la històrica enfocada en la veritable història d'un sacerdot hutu, el Pare Stanislas, que va oferir protecció als refugiats tutsis en la seva església abans d'explotar sexualment a les dones i participar en massacres.

## Obres
- Le Piège Ethnique Dagorno, Paris, (1999) ISBN 2-910019-54-3
- Rwanda's collective amnesia, a The UNESCO Courier, (1999).
- Un sentiment d'insécurité, Play, Paris, 2001
- "Dead Girl Walking" (història curta)
- Le Feu sous la soutane, L'Esprit Frappeur, Paris (2005) ISBN 2-84405-222-3
- "Ta Race!" (història curta) Arxivat 2008-09-22 a Wayback Machine., Éditions Vents d'Ailleurs, [La Roque d'Anthéron], France, 2006 ISBN 2-911412-40-0
- Die ethnische Falle Wespennest 2006